# Marais

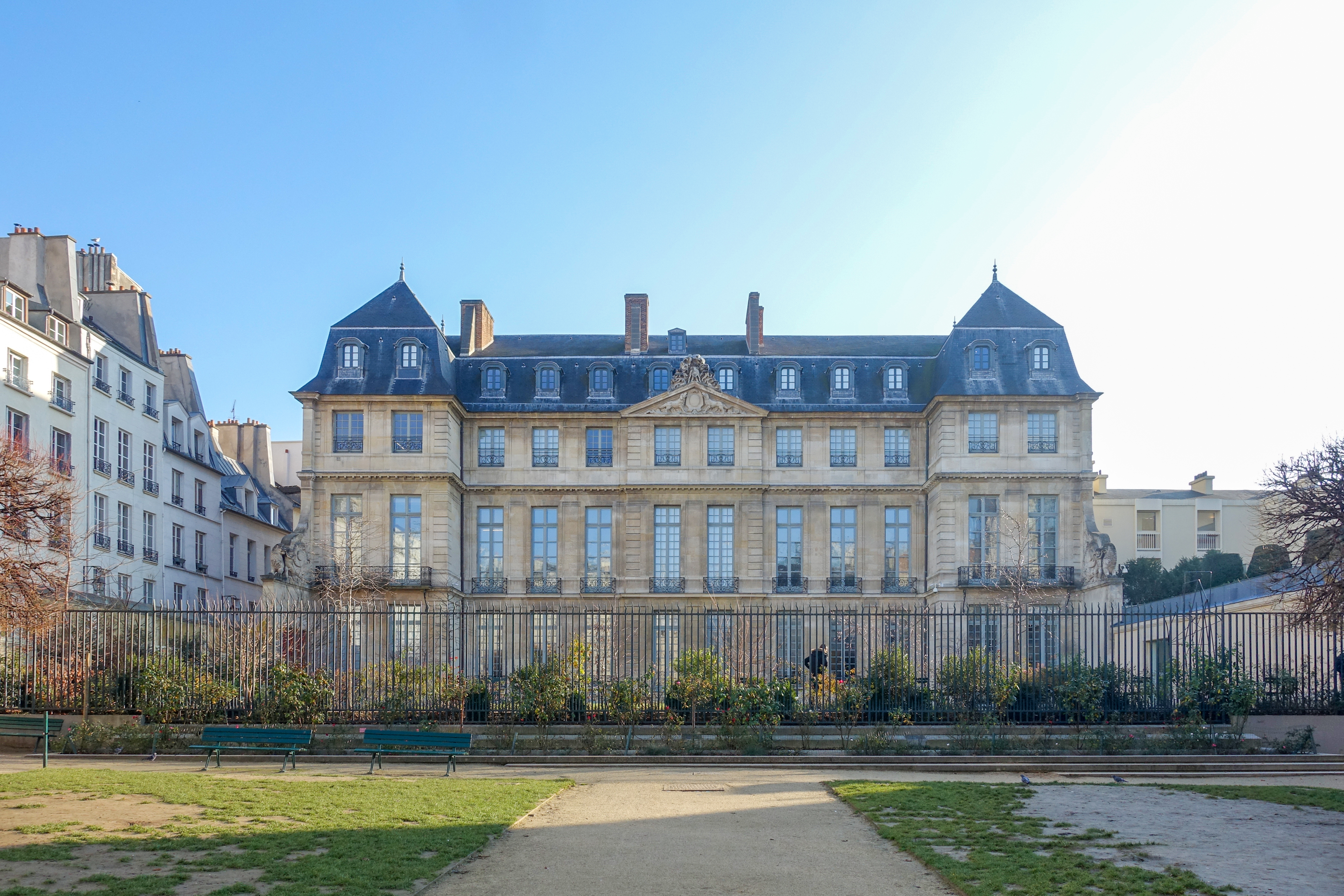
Jardin de l'Hôtel-Salé – Léonor-Fini.

För andra betydelser, se Marais (olika betydelser).
Le Marais (franska: [lə maʁɛ]
 ( lyssna)) är Paris äldsta kvarter, och ligger i det 3:e och 4:e arrondissementet, omgivet av Beaubourg, République, Bastille och Hôtel de Ville.
I Marais finns Place des Vosges, som i guideböcker brukar kallas det mest romantiska torget i Paris. På nummer 6 har Victor Hugo bott, och där ligger i dag Musée Victor Hugo. I Marais finns även Centre Culturel Suédois och Picassomuseet.
Marais är Paris judiska kvarter och även det område där man finner flest barer och klubbar för homosexuella på gatorna Rue du Temple, Rue Saint-Merri, Rue Sainte-Croix-de-la-Bretonnerie och Rue des Archives. 

## Källförteckning
1. ↑  ”The museum | Maisons Victor Hugo” (på engelska). www.maisonsvictorhugo.paris.fr. https://www.maisonsvictorhugo.paris.fr/en/paris/museum. Läst 2 juli 2024.
2. ↑  Matt Cook, red (2014). ”Paris: 'Resting on its laurels'?”. Queer cities, queer cultures: Europe since 1945. Bloomsbury. ISBN 978-1-4411-4840-7. Läst 2 juli 2024